# Tennis Cup
 (mai 2025).
Si vous disposez d'ouvrages ou d'articles de référence ou si vous connaissez des sites web de qualité traitant du thème abordé ici, merci de compléter l'article en donnant les références utiles à sa vérifiabilité et en les liant à la section « Notes et références ».
Tennis Cup est un jeu vidéo de tennis développé et édité par Loriciel en 1989. Il fonctionne sur Amiga, Amstrad CPC, Atari ST et DOS.

## Équipe de développement
- Management : Christophe Gomez
- Programmation : Benoist Aron
- Graphisme : Dominique Sablons
- Musique et effets sonores : Michel Winogradoff

## Suites
Tennis Cup II est le second épisode de la série. Il est sorti en 1992 et fonctionne sur Amiga, Atari ST, DOS et GX-4000.
Davis Cup Tennis est une déclinaison de la série sur la console japonaise PC-Engine. Le jeu est sorti en 1992. Jusqu'à quatre joueurs peuvent participer simultanément à une partie.